# بندر پاگو پاگو

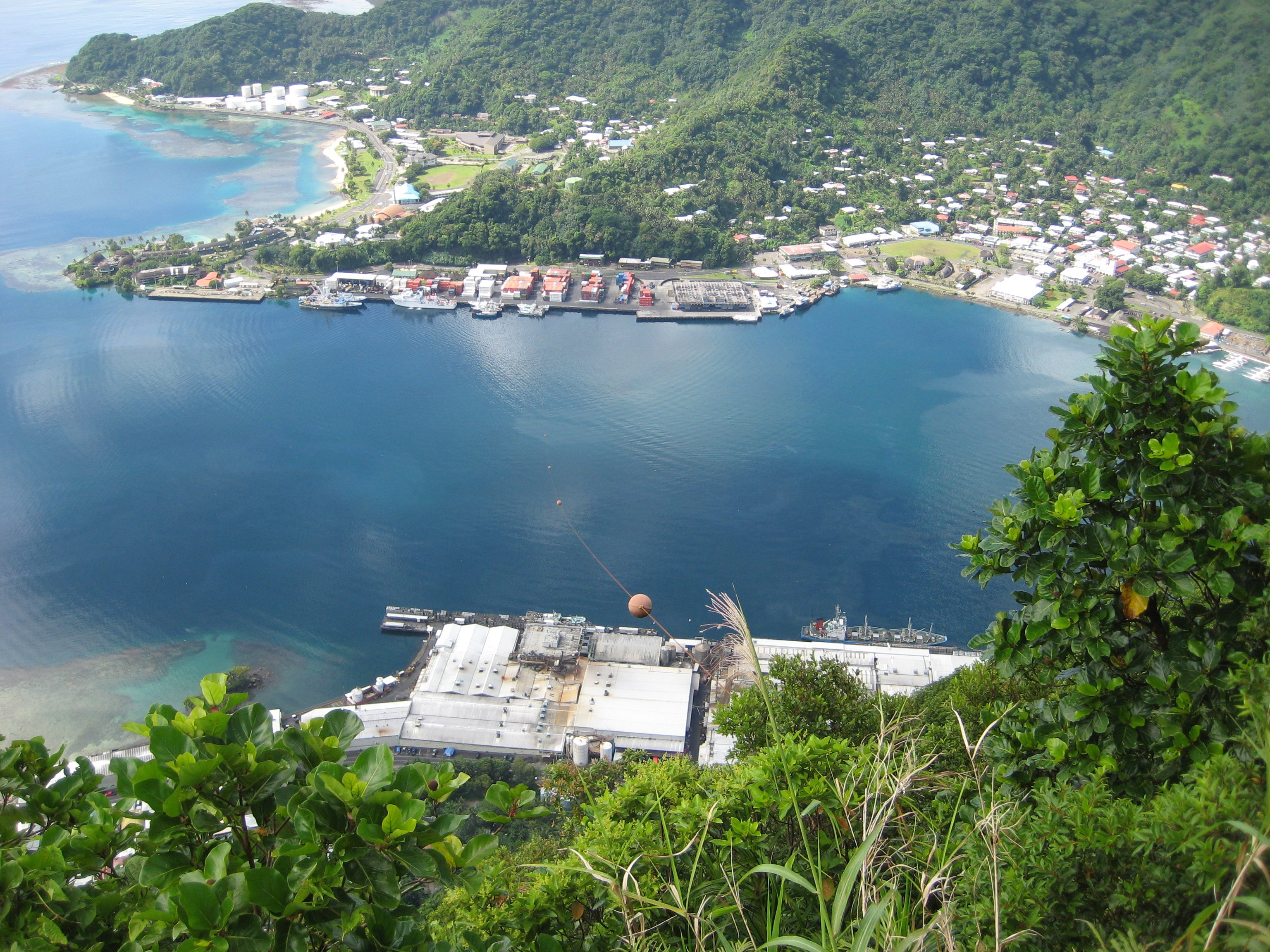
بندر پاگو پاگو قادر است بزرگ‌ترین کشتی‌های تفریحی را در خود جای دهد.

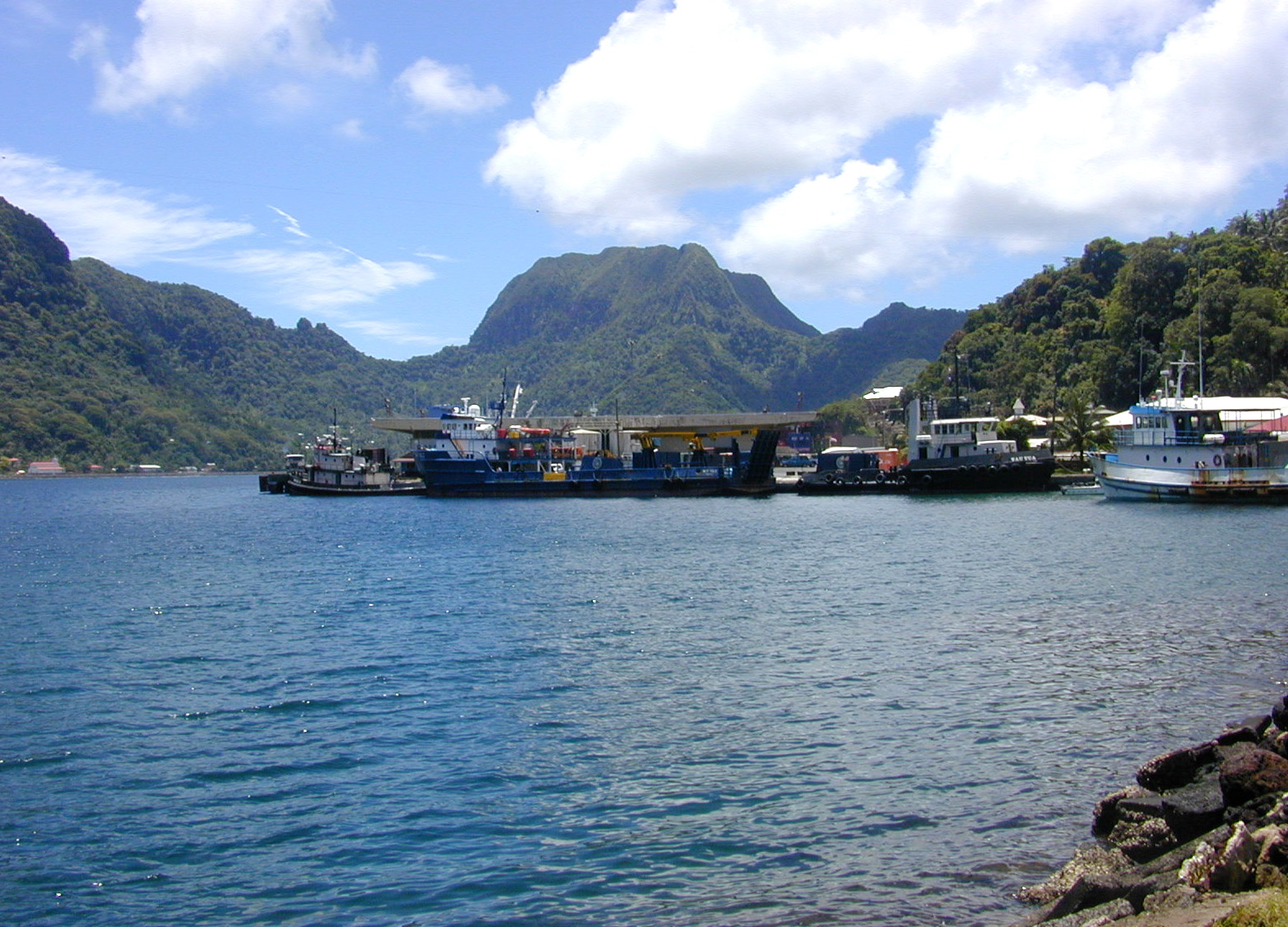
بخشی از اسکله در فاگاتوگو در بندر پاگو پاگو. در پس زمینه کوه باران ساز است.

بندر پاگو پاگو در جزیره توتویلا در ساموآی آمریکا یکی از بزرگ‌ترین بندرهای طبیعی جهان است. پایتخت، پاگو پاگو در قسمت داخلی بندر، نزدیک به شمال غربی‌ترین نقطه آن واقع شده‌است. این کشور دارای بیشترین میزان بارندگی سالانه در بین بندرهای جهان است. همچنین یکی از بهترین و عمیق‌ترین بندرهای آب‌های عمیق در اقیانوس آرام جنوبی یا در کل اقیانوسیه به حساب می‌آید. خلیج پاگو پاگو بیش از ۴۰۰ فوت (۱۲۰ متر) عمق و دو مایل (۳٫۲ کیلومتر) طول. به عنوان بخشی از دهانه آتشفشان پاگو، بندر ۵۰٪ محصور در خشکی است،
روستاهای امتداد بندر شامل چندین اجتماع در منطقه بزرگ پاگو پاگو هستند، از جمله یوتولی، فگاتوگو، مالالوآ، پاگو پاگو پراپر، ساتالا، آنوا و آتو. قوه مقننه و دادگاه عالی در فاگاتوگو و دفاتر اجرایی در اوتولی قرار دارند.
بندر پاگو پاگو توسط کوه‌هایی مانند کوه آلاوا، کوه ماتافائو و کوه باران ساز (کوه پیوآ) احاطه شده و در پناه آن قرار دارد. ورودی خلیج پاگو پاگو با دو کوه مشخص شده‌است: پیوا در شرق و قله ماتافائو در غرب. این بندر تنها چیزی است که از دهانه آتشفشانی که جزیره توتویلا را ساخته‌است باقی مانده‌است. در نقطه‌ای، یکی از دیواره‌های دهانه فروریخت و دریا با عجله آمد تا پناهگاهی تقریباً کامل در برابر قدرت دریا ایجاد کند.
جوامع روستایی که در منطقه خلیج پاگو پاگو قرار دارند، به‌طور مشترک به عنوان مائوپوتاسی ("تنها خانه روسا") شناخته می‌شوند. آنها پاگو پاگو، اوا، فاگاتوگو، للوآلوآ و فگالو هستند.

## سونامی
فاگاتوگو در ۲۹ سپتامبر ۲۰۰۹ توسط یک سونامی مورد اصابت قرار گرفت و باعث خسارت و رانش سنگ شد.
در طول زلزله و سونامی که جوامع در امتداد خط ساحلی بندر از جمله پاگو پاگو را ویران کرد، مقدار قابل توجهی زباله و نفت به بندر پاگو پاگو ریخته شد. آوارهایی از جمله ماشین، وسایل خانه و قایق با نیروی موج به بندر پرتاب شد. بر اساس گزارش ۱۴ صفحه ای دولت ساموآی آمریکا، ارزیابی آسیب منابع ساحلی پس از سونامی، «بخش داخلی بندر پاگو پاگو به شدت آلوده است و به یک برنامه پاکسازی گسترده با مقدار قابل توجهی نیروی انسانی نیاز دارد… ویرانی همه جا را فرا گرفته‌است.» در نتیجه سونامی، نشت نفت به عرض تقریباً ۴۰ فوت در دهانه بندر پاگو پاگو رخ داد. بشکه‌های حاوی سوخت توسط سونامی به بندر پرتاب شد و در ساحل ریخت.
پیشنهاد شده‌است که باید از خوردن هر گونه ماهی یا بی مهره ای که در بندر پاگو پاگو صید شده‌است خودداری کرد زیرا آنها به فلزات سنگین و سایر آلاینده‌ها آلوده هستند.